# 로바쉬 문자
로바쉬 문자(헝가리어: Magyar rovásírás; 머뎌르 로바시라쉬)는 고대 헝가리에서 쓰이던 문자로, 구 헝가리 문자 또는 헝가리 룬 문자라고 부르기도 한다. 중세까지 헝가리어를 표기하는 데에 쓰이다가 기독교 전래와 더불어 라틴 문자로 교체되었다. 겉모습은 룬 문자와 닮았으나, 소리값은 서로 맞지 않아 계통적인 관련은 없는 것으로 보인다. 로바쉬란 낱말은 파다, 새기다란 뜻을 가진 동사의 명사꼴이다. 2015년 6월에 유니코드(버전: 8.0)에 등록되었다.

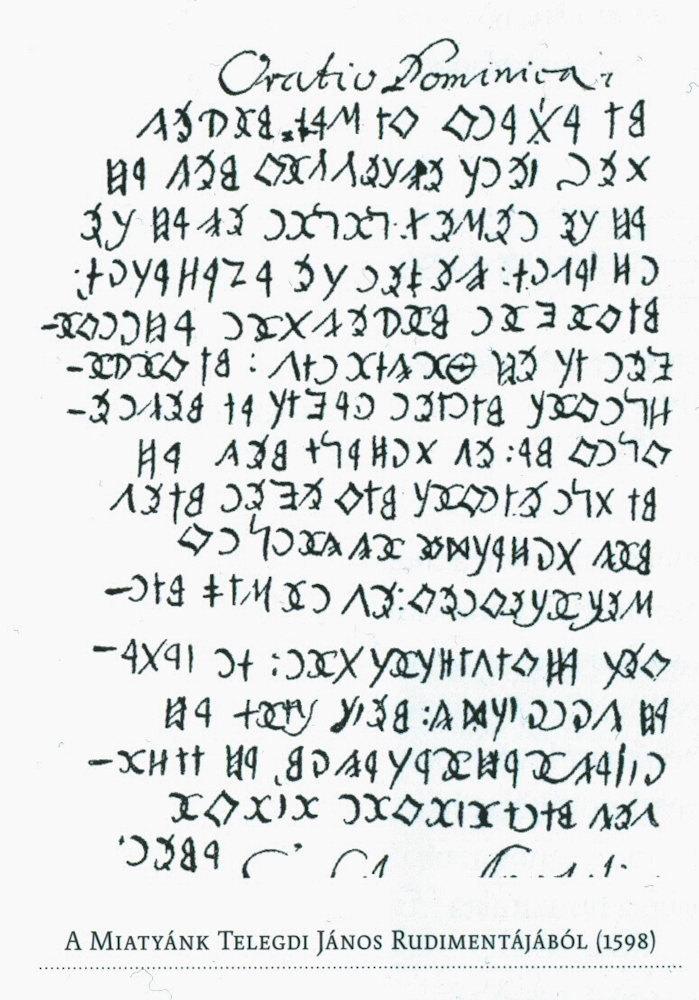
주님의 기도

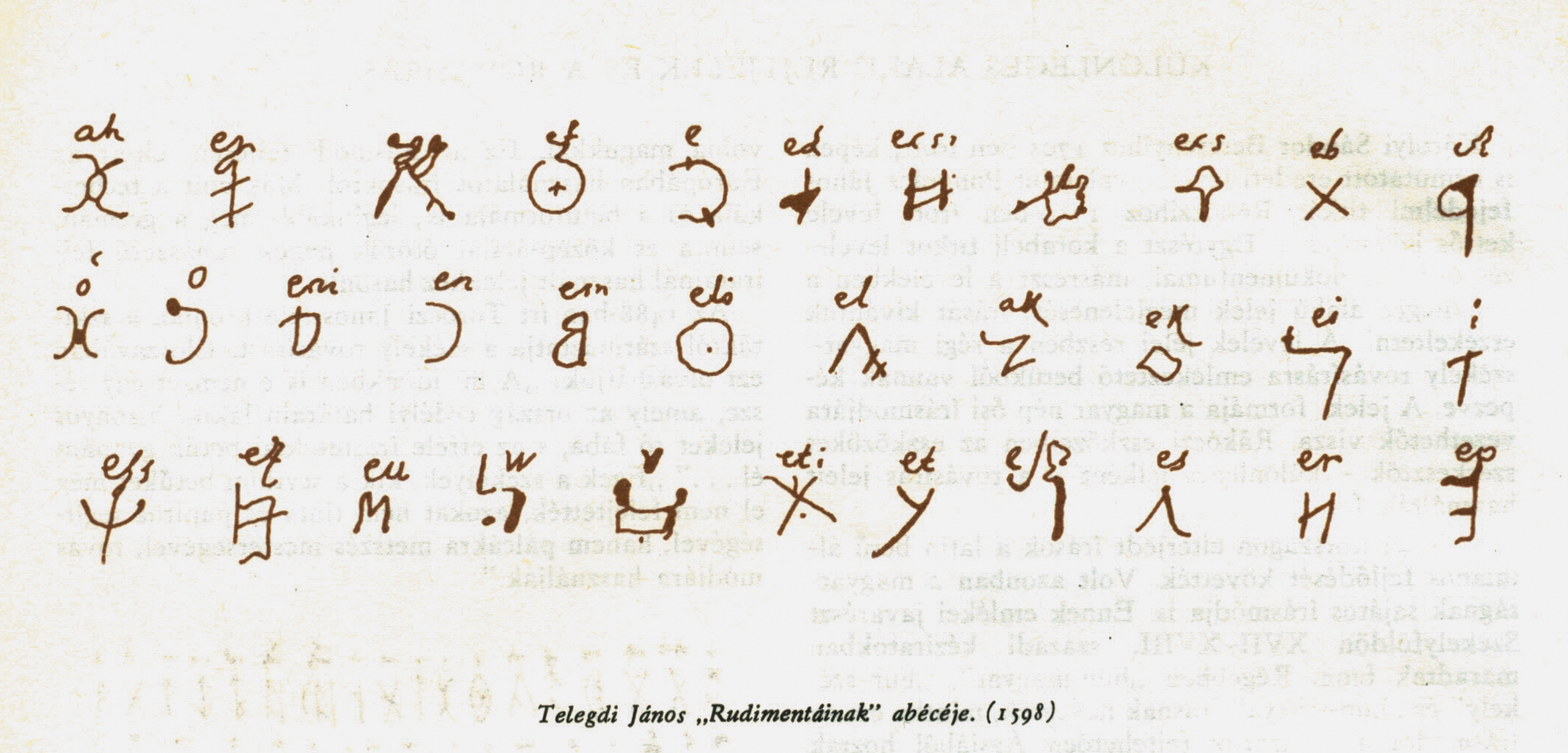
Rudimenta - 텔레그디 야노스 (1598)

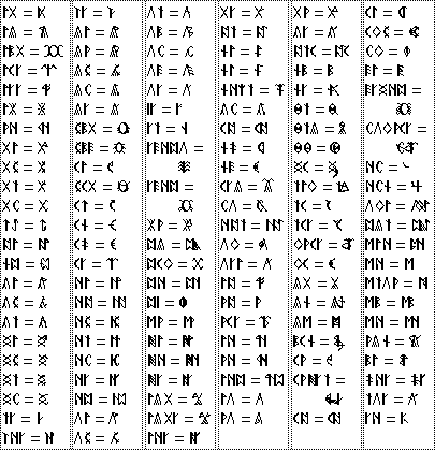
합자

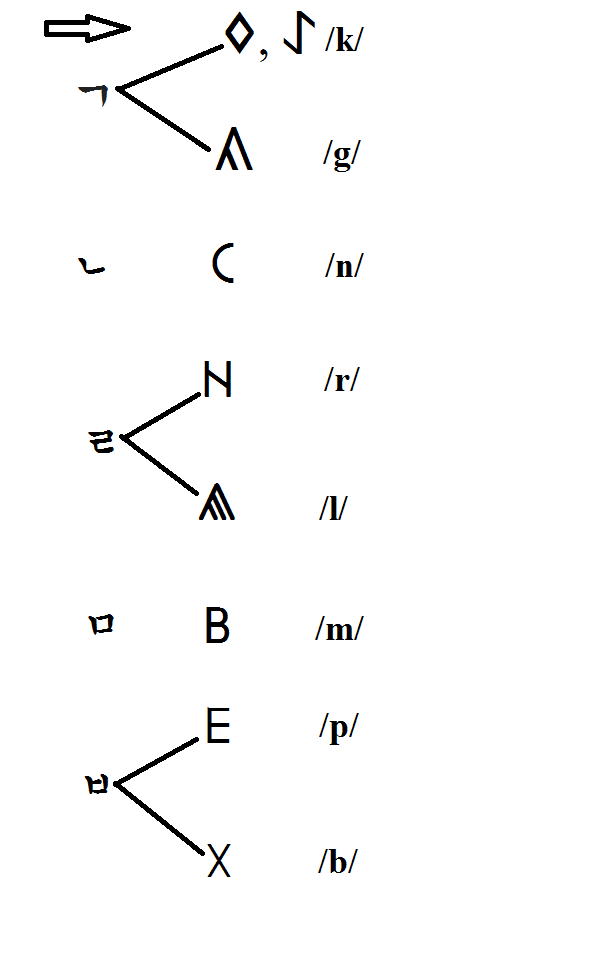
한글과 로바쉬 문자

## 문자
헝가리 룬 문자에는 42개의 문자가 포함되어 있다. 고대 투르크 문자에서와 같이 일부 자음에는 두 가지 형태가 있다. 하나는 뒷모음(a, á, o, ó, u, ú)과 함께 사용하고 다른 자음은 앞 모음(e, é, i, í, ö, ő, ü, ű)과 함께 사용된다. 자음의 이름은 항상 모음으로 발음된다. 고대 알파벳에서는 자음-모음 순서가 오늘날의 발음(pé가 아닌 ep)과 달리 반대이다. 가장 오래된 비문은 다른 고대 언어의 자음 체계(아랍어, 히브리어, 아람어 등)와 마찬가지로 모음이 없고 거의 기록되지 않았기 때문이다. 알파벳에는 현대 헝가리어의 음소 dz 및 dzs에 대한 문자가 포함되어 있지 않다. 이는 언어 역사에서 비교적 최근에 발생한 것이기 때문이다. 라틴어 q, w, x, y에 해당하는 문자도 없었다. 현대적 활성화 운동은 이것들을 위한 상징을 만들어냈다. 유니코드 인코딩에서는 합자로 표시된다.
| 문자  | 명칭              | 음소 (IPA)         | 로바쉬 문자 (이미지) | 로바쉬 문자 (유니코드) |
| ----- | ----------------- | ------------------ | -------------------- | ---------------------- |
| A     | a                 | /ɒ/ (도움말·정보)  |                      | 𐲀 𐳀                    |
| Á     | á                 | /aː/ (도움말·정보) |                      | 𐲁 𐳁                    |
| B     | eb                | /b/ (도움말·정보)  |                      | 𐲂 𐳂                    |
| C     | ec                | /ts/ (도움말·정보) |                      | 𐲄 𐳄                    |
| Cs    | ecs               | /tʃ/               |                      | 𐲆 𐳆                    |
| D     | ed                | /d/ (도움말·정보)  |                      | 𐲇 𐳇                    |
| (Dz)  | dzé               | /dz/ (도움말·정보) |                      | 𐲇 와 𐲯의 합자          |
| (Dzs) | dzsé              | /dʒ/               |                      | 𐲇 와 𐲰의 합자          |
| E     | e                 | /ɛ/ (도움말·정보)  |                      | 𐲉 𐳉                    |
| É     | é                 | /eː/ (도움말·정보) |                      | 𐲋 𐳋                    |
| F     | ef                | /f/ (도움말·정보)  |                      | 𐲌 𐳌                    |
| G     | eg                | /ɡ/ (도움말·정보)  |                      | 𐲍 𐳍                    |
| Gy    | egy               | /ɟ/ (도움말·정보)  |                      | 𐲎 𐳎                    |
| H     | eh                | /h/                |                      | 𐲏 𐳏                    |
| I     | i                 | /i/                |                      | 𐲐 𐳐                    |
| Í     | í                 | /iː/ (도움말·정보) |                      | 𐲑 𐳑                    |
| J     | ej                | /j/ (도움말·정보)  |                      | 𐲒 𐳒                    |
| K     | ek                | /k/ (도움말·정보)  |                      | 𐲓 𐳓                    |
| K     | ak                | /k/ (도움말·정보)  |                      | 𐲔 𐳔                    |
| L     | el                | /l/ (도움말·정보)  |                      | 𐲖 𐳖                    |
| Ly    | elly, el-ipszilon | /j/ (도움말·정보)  |                      | 𐲗 𐳗                    |
| M     | em                | /m/ (도움말·정보)  |                      | 𐲘 𐳘                    |
| N     | en                | /n/                |                      | 𐲙 𐳙                    |
| Ny    | eny               | /ɲ/ (도움말·정보)  |                      | 𐲚 𐳚                    |
| O     | o                 | /o/                |                      | 𐲛 𐳛                    |
| Ó     | ó                 | /oː/ (도움말·정보) |                      | 𐲜 𐳜                    |
| Ö     | ö                 | /ø/ (도움말·정보)  |                      | 𐲝 𐳝 𐲞 𐳞                |
| Ő     | ő                 | /øː/               |                      | 𐲟 𐳟                    |
| P     | ep                | /p/ (도움말·정보)  |                      | 𐲠 𐳠                    |
| (Q)   | eq                |                    |                      | 𐲓 와 𐲮의 합자          |
| R     | er                | /r/ (도움말·정보)  |                      | 𐲢 𐳢                    |
| S     | es                | /ʃ/ (도움말·정보)  |                      | 𐲤 𐳤                    |
| Sz    | esz               | /s/ (도움말·정보)  |                      | 𐲥 𐳥                    |
| T     | et                | /t/ (도움말·정보)  |                      | 𐲦 𐳦                    |
| Ty    | ety               | /c/ (도움말·정보)  |                      | 𐲨 𐳨                    |
| U     | u                 | /u/                |                      | 𐲪 𐳪                    |
| Ú     | ú                 | /uː/ (도움말·정보) |                      | 𐲫 𐳫                    |
| Ü     | ü                 | /y/                |                      | 𐲬 𐳬                    |
| Ű     | ű                 | /yː/ (도움말·정보) |                      | 𐲭 𐳭                    |
| V     | ev                | /v/ (도움말·정보)  |                      | 𐲮 𐳮                    |
| (W)   | dupla vé          | /v/ (도움말·정보)  |                      | 𐲮 와 𐲮의 합자          |
| (X)   | iksz              |                    |                      | 𐲓 와 𐲥의 합자          |
| (Y)   | ipszilon          | /i/                |                      | 𐲐 와 𐲒의 합자          |
| Z     | ez                | /z/ (도움말·정보)  |                      | 𐲯 𐳯                    |
| Zs    | ezs               | /ʒ/ (도움말·정보)  |                      | 𐲰 𐳰                    |

헝가리 룬에는 알파벳이 아닌 룬도 포함되어 있는데, 합자가 아닌 별도의 기호이다. 일부 문헌에서는 "capita dictionum"(capita dicarum의 철자 오류일 가능성이 있음)으로 식별되기도 한다.) 이들의 기원과 전통적인 용법을 정의하기 위해 더 많은 연구가 필요하다. 몇 가지 예:
- TPRUS:
- ENT:  𐲧 𐳧
- TPRU:
- NAP:
- EMP:  𐲡 𐳡
- UNK:  𐲕 𐳥
- US:  𐲲 𐳲
- AMB:  𐲃 𐳃